# Светска револуција
Светска револуција је марксистички концепт рушења капитализма у свим земљама кроз свесну револуционарну акцију организоване радничке класе. За теоретичаре, ове револуције се неће нужно догодити истовремено, већ тамо где и када локални услови дозвољавају револуционарној партији да успешно замени буржоаско власништво и владавину, и успостави радничку државу засновану на друштвеном власништву над средствима за производњу. У већини марксистичких школа, као што су троцкизам и комунистичка левица, суштински међународни карактер класне борбе и неопходност глобалног домета су кључни елементи и главно објашњење неуспеха социјализма у једној земљи.
Крајњи циљ таквог међународно оријентисаног револуционарног социјализма је постизање светског социјалистичко друштвеног или државног уређења, а касније и комунистичког друштва.